# 18090 Kevinkuo
18090 Kevinkuo è un asteroide della fascia principale. Scoperto nel 2000, presenta un'orbita caratterizzata da un semiasse maggiore pari a 2,5493319 UA e da un'eccentricità di 0,1018918, inclinata di 8,67537° rispetto all'eclittica.